# Liu Hong
Liu Hong (født 12. maj 1987) er en kinesisk kapgænger. Hun blev verdensmester i 20 km i 2015, og har vundet løbet ved Asian Games to gange.
Hun vandt guld under Sommer-OL 2016.